# Husain Al-Khodari
Husain Al-Khodari (7 febbraio 1972) è un ex calciatore kuwaitiano, di ruolo difensore.

## Carriera

### Club
Ha sempre giocato nel campionato kuwaitiano.

### Nazionale
È stato convocato per le Olimpiadi 1992 e per la Coppa d'Asia nel 2000.